# Tilde Capomazza
Tilde Capomazza, née à Pouzzoles le 26 octobre 1931 et morte à Gênes le 1er février 2018, est une réalisatrice et féministe italienne, passée à la postérité pour son émission hebdomadaire Si Dice donna programmé sur Rai 2 de 1977 à 1981.

## Biographie
Elle est rédactrice dans divers journaux de la Federazione universitaria della gioventù cattolicala (fédération universitaire de la jeunesse catholique), et enseigne dans les écoles du nord de l'Italie. Elle est directrice de la revue catholique et collabore avec l'Unione Donne di Azione Cattolica.
En 1966, elle suit une formation de programmatrice à la RAI qui la recrute au début des années 1970.
À Rome en 1975, Elle fonde, avec Ida Magli et Annarita Buttafuoco, qui est également sa compagne, la revue DWF donnawomanfemme, la première revue italienne consacrée aux études historiques et socioanthropologiques féministes.
En 1977, elle réalise l'émission Si Dice donna, un programme révolutionnaire soutenu par Massimo Fichera le premier directeur de la deuxième chaîne après la réforme de la Rai en 1975. Si Dice Donna porte pour la première fois un regard féministe sur la société italienne de l'époque. Biancamaria Frabotta, Alessandra Bocchetti, Ida Farè, Daniela Colombo , Annamaria Guadagni, Fiamma Nirestein, Paola Piva, Maricla Tagliaferri, Mariella Gramaglia et Sofia Scandurra participent à l'émission. L'émission s'arrête brutalement en 1981.
Tilde Capomazza choisit de prendre une retraite anticipée, mais elle continue son activité éditoriale féministe.
Avec Marisa Ombra (ancienne partisane et présidente, dans les années 70, de la coopérative éditrice de la revue  Noi Donne) elle écrit en 1987, 8 marzo : storie, miti, riti della giornata internazionale della donna puis en 2009 8 marzo : una storia lunga un secolo.
En 2016, elle publie sa biographie intitulée Tivvù, passione mia.

## livres
- 8 marzo : storie, miti, riti della giornata internazionale della donna, Rome  Utopia, 1987
- Si dice donna. Dossier della trasmissione televisiva (1977-1981), Rome, Unione Femminile Nazionale, 2002[5]
- 8 marzo : una storia lunga un secolo, Pavona di Albano Laziale : Iacobelli, 2009
- Tivvù, passione mia, Rome, Harpo, 2016